# Пайк (Нью-Йорк)
Пайк (англ. Pike) — місто (англ. town) в США, в окрузі Вайомінг штату Нью-Йорк. Населення — 975 осіб (2020).

## Демографія
Згідно з переписом 2010 року, у місті мешкало 1114 осіб у 402 домогосподарствах у складі 308 родин. Було 462 помешкання
Расовий склад населення:
| - 97,7 % — білих - 0,6 % — корінних американців - 0,5 % — азіатів - 0,2 % — чорних або афроамериканців |

До двох чи більше рас належало 0,8 %. Частка іспаномовних становила 0,8 % від усіх жителів.
За віковим діапазоном населення розподілялося таким чином: 28,5 % — особи молодші 18 років, 59,2 % — особи у віці 18—64 років, 12,3 % — особи у віці 65 років та старші. Медіана віку мешканця становила 38,8 року. На 100 осіб жіночої статі у місті припадало 104,4 чоловіків;  на 100 жінок у віці від 18 років та старших — 101,5 чоловіків також старших 18 років.
Середній дохід на одне домашнє господарство  становив 61 519 доларів США (медіана — 52 159), а середній дохід на одну сім'ю — 66 224 долари (медіана — 63 750). Медіана доходів становила 47 083 долари для чоловіків та 43 958 доларів для жінок. За межею бідності перебувало 10,4 % осіб, у тому числі 17,6 % дітей у віці до 18 років та 8,3 % осіб у віці 65 років та старших.
Цивільне працевлаштоване населення становило 424 особи. Основні галузі зайнятості: освіта, охорона здоров'я та соціальна допомога — 21,2 %, виробництво — 18,6 %, роздрібна торгівля — 9,9 %, будівництво — 8,7 %.